# Partido Naleraq
O Partido Naleraq (em groenlandês Partii Naleraq; literalmente Partido do Ponto de Orientação) é um partido centrista, populista e independentista da Groenlândia. Foi fundado em 2014, como uma cisão do partido Avante (Siumut), por Hans Enoksen, que foi Chefe de Governo da Groenlândia (Naalakkersuisut siulittaasuat) entre 2002 e 2009. O partido defende uma independência mais imediata da Groenlândia em relação à Dinamarca e maior cooperação com os Estados Unidos.
O atual líder é Pele Broberg, que assumiu a presidência do partido em junho de 2022 após a renúncia de Hans Enoksen. O Naleraq tem se destacado por sua postura pró-independência agressiva, prometendo um referendo sobre a independência nos próximos anos, em contraste com partidos como os Democratas, que favorecem uma abordagem mais gradual.

## Resultados eleitorais
O Partido Naleraq participa das eleições regionais da Groenlândia desde 2014. Abaixo está uma tabela com os resultados de todas as eleições regionais para o Parlamento da Groenlândia (Inatsisartut) de 2014 a 2025:
| Ano  | Votos | Percentagem | Lugares | Ref   |
| ---- | ----- | ----------- | ------- | ----- |
| 2014 | 3.423 | 11,6%       | 3 / 31  | [ 6 ] |
| 2018 | 3.931 | 13,4%       | 4 / 31  | [ 7 ] |
| 2021 | 3.249 | 12,3%       | 4 / 31  | [ 8 ] |
| 2025 | 7.009 | 24,5%       | 8 / 31  | [ 9 ] |